# 鄧福如
鄧福如（1987年6月20日—），本名鄧嵐心，綽號「阿福」（英語：A-FÜ），華語流行音樂創作女歌手，曾為已解散樂團LazyBomb主唱，同時是知名網路紅人HowHow的妻子。鄧福如個人發行了數張錄音室專輯及EP，也曾在台灣和香港舉辦個人售票演唱會。擁有清亮嗓音的鄧福如，演唱的歌曲類型以及輕電子音樂為主，又有多首搖滾抒情和民俗小調的中國風作品。
鄧福如出道前，曾上載多支翻唱及創作作品至YouTube，吸引逾百萬的點擊率而網路爆紅。成為正式歌手後，憑在2011年首張推出的專輯《原來如此!!》入圍第23屆金曲獎最佳新人獎。

## 音樂生涯

### 出道前發展
鄧福如從小成長於台灣新竹市香山農村，在成為正式個人歌手前已有演唱經歷，就讀大學時期，曾在2006年加入樂團LazyBomb成為主唱，2007年9月28日發行首張迷你專輯——《LazyBomb》，收錄了《Nothing to have》、《Waiting For Our Love》及《Hysteria》三首歌曲。但也因為音樂險些未能完成學業，需要到街頭賣唱籌集學費，在補回足夠學分後得在世新大學公共關係暨廣告學系學士畢業。
樂團解散後，鄧福如與豐華唱片製作人何官錠合作，成為樣本唱片（Demo）歌手。鄧福如演唱何官錠的作品《聲聲慢》，得到中國大陸電視劇《包青天之七俠五義》支持選作片尾曲，並獲豐華唱片元老張小燕相中簽約成為歌手，及為2010年12月的張清芳演唱會作合聲。

### 網路爆紅
在等待推出唱片期間，鄧福如利用影片分享網站YouTube上載翻唱美國歌手B.o.B與作品《Nothin' on You》而網路爆紅，2010年9月15日上載後一周內迅速獲得百萬點擊率，被傳媒稱為「美聲素人歌手」。除《Nothin' on You》，鄧福如在個人YouTube上載多首翻唱及樣本歌曲作品，當中翻唱周杰倫的《青花瓷》，上載後兩週影片點擊率達20萬次。
翌年5月20日，鄧福如跳出網路歌手身份，發行首張個人專輯《原來如此！！》，出道成為正式歌手。
|          | Nothin' on You，就是我第一首放在YouTube上面的作品。 那其實我真的覺得自己非常的幸運，誕生在有YouTube的時代。 |
| ——鄧福如 | |

### 成為歌手

#### 2011年

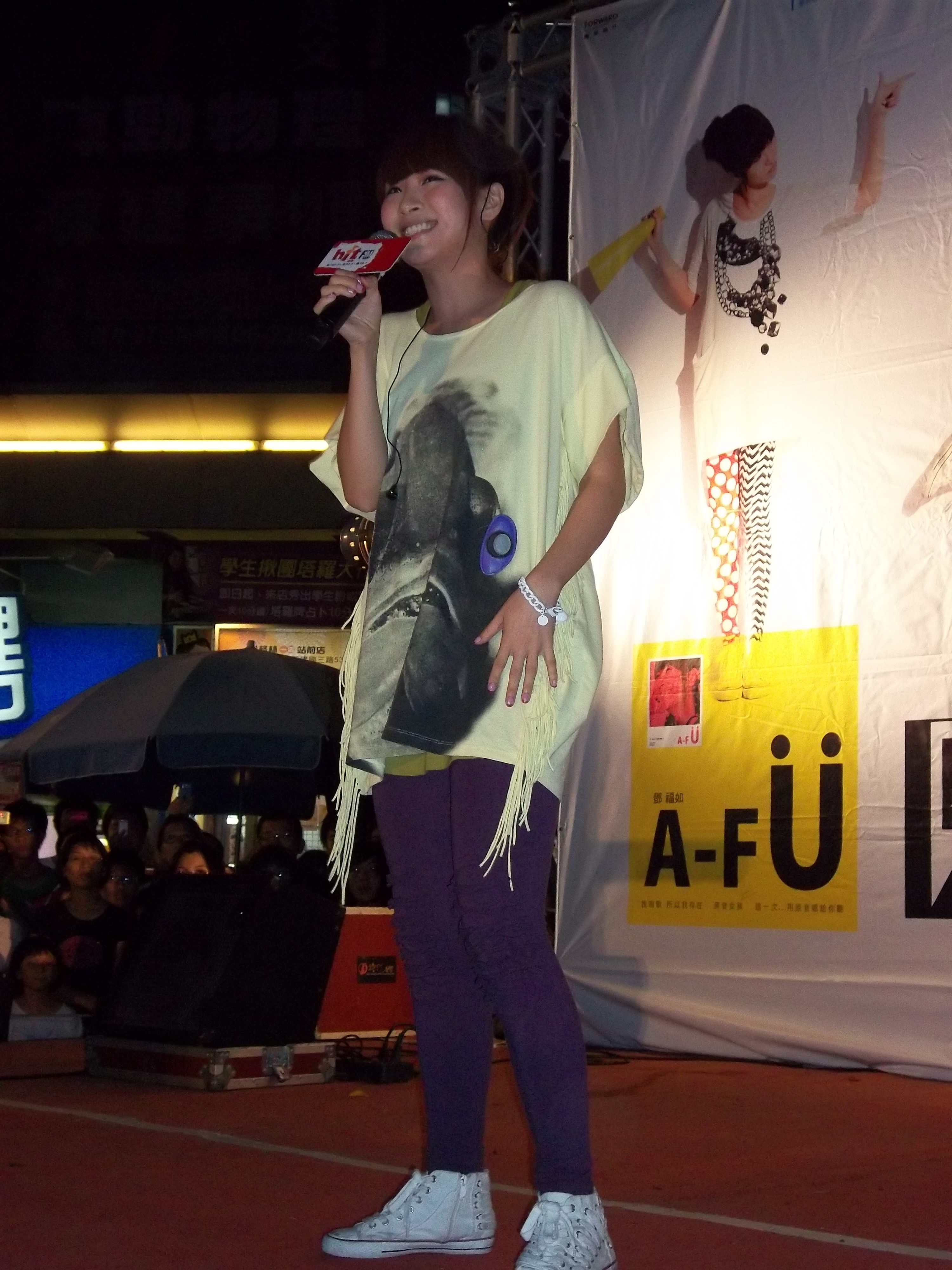
鄧福如在台南南方公園舉辦《原來如此！！》簽唱會

在個人YouTube頻道創下逾千萬點閱率的鄧福如，在2011年5月27日發行首張個人專輯《原來如此！！》，收錄了九首新曲、正式版的《聲聲慢》及翻唱歌曲《Nothing On You》，歌曲以及輕快電子元素為主，專輯銷量首月已超過25,000張。該專輯在Play Music 音樂網「年度專輯總銷售量」排行第二、光南唱片「哈燒榜國語年終」排第四、五大唱片的「五大金榜2011年度專輯銷量」排行十六。鄧福如更憑該專輯入圍第23屆金曲獎《最佳新人獎》，評審認為鄧福如不造作的態度和自然清亮的嗓音，為歌壇注下一股清新的力量。
專輯內多首歌曲得到多部臺灣電視劇歡迎，《一點點喜歡》分別獲偶像劇《幸福萬靈丹》及《家有四千金》選為預告曲及片頭曲，而《如果有如果》則是偶像劇《記得·我們有約》的片尾曲。
鄧福如隨後往海外宣傳，其中8月11日在新加坡舉行的「原來如此音樂會」，獲音樂製作人李偉菘現身到台上表示支持。鄧福如8月27日前往香港參加歌唱比賽節目《超級巨聲3》，與參賽者李家聰合唱她的作品《如果有如果》，獲評審陳潔靈讚賞「很有福氣可以聽到阿福唱歌」，歌聲悅耳、歌曲寫得很好；而另一評審陳輝陽在他的音樂專欄表示，受鄧福如的歌聲和她創作的《如果有如果》打動。填詞人曾紀諾認為鄧福如擁有令人讚嘆的歌聲，及近乎完美的和唱技巧。

#### 2012年
鄧福如在2012年未有發行新專輯，反而在3月7日發行迷你專輯《你好，哈波尼斯》，收錄兩首全新創作中文歌、樣本歌曲及結他演奏歌曲各一，屬輕鬆、愉快的抒情歌曲，當中一曲《Where is the love?》被臺灣偶像劇《大紅帽與小野狼》採用為插曲。《你好，哈波尼斯》更為鄧福如摘下博客來「華語年度暢銷歌手」第九名。
第23屆金曲獎頒獎典禮在2012年6月23日舉行，與鄧福如爭奪《最佳新人獎》的對手包括李佳薇、以莉·高露和吳南穎。音樂總監陳建寧認為鄧福如擁有「小確幸」（清新）風格，但入圍的四人風格、嗓音各有特色，難以評選，唯獎項最終由以莉·高露奪得，而鄧福如在頒獎典禮上獻唱《未填詞》一曲的表現被指失準及走音。

#### 2013年
2013年的鄧福如，除首次為臺灣電影《志氣》編寫及獻唱主題曲《讓我愛上我》外，4月20日更首次到日本登台演出。她獲日本音樂人宮原·傑夫挑選為臺灣代表，參加日本神奈川電視台在川崎市舉辦的「第九屆國際交流音樂季」（又譯「亞洲流行音樂祭」），以弦樂表演多首個人歌曲外，更與來自韓國的J-Min、日本的Le Velvets、「黑哥」基利斯·哈特及Twin Cross合唱日本歌手坂本九的代表作《期盼星夜》。
鄧福如繼金曲獎新人獎表演後，再次踏上小巨蛋的舞台，在紀念已故華語巨星鄧麗君的「追夢－何日君再來」紀念演唱會上，演出了鄧麗君生前曾翻唱的歌曲《Tie A Yellow Ribbon Round The Old Oak Tree》。
相隔兩年，鄧福如在2013年6月7日發行個人第二張專輯《天空島》，專輯歌曲風格主要延續首張專輯《原來如此！！》的電子音樂及節奏藍調原素，以輕快的方式呈現「童真」和「夢想」主題。專輯收錄了鄧福如在YouTube頻道上兩首樣本歌曲《Me & U》（偶像劇《大紅帽與小野狼》片尾曲）及《良人》、電影《志氣》的主題曲《讓我愛上我》及《大紅帽與小野狼》的主題曲《Fantasy Paradise》，鄧福如更邀請去年擔任演唱會嘉賓歌手的伍佰及音樂人陶山參與製作。鄧福如更一改個人形象，由以往長髮束馬尾的髮型改以短髮示人。鄧福如發表專輯後兩日，選擇在臺北華山文化園區舉行戶外音樂會及專輯簽唱會，獻唱新專輯的數首主打歌。
雖然新專輯發行首周登上了五大唱片「5大金榜華語榜」第24週銷量冠軍，也入選博客來「2013年度百大年度TOP歌手榜」年度華語暢銷歌手之一，但主打歌《Me & U》的音樂錄影帶在5月30日播放後，Mobile01網友kobe9062質疑該歌曲涉嫌抄襲美國歌手的《The One》及另一歌手Range的《I Just Wanna Love You》，歌手謝和弦亦認為歌曲屬抄襲。然而負責編曲的何官錠反駁歌曲早在2008年寫好，鄧福如同樣否認抄襲。

#### 2015年
鄧福如繼《原來如此！！》、《天空島》後發行第三張專輯《自成一派》，於2015年6月19日發行，專輯請來陳珊妮、蔡燦得、HUSH、何官錠、男友陳孜昊等人合作寫詞編曲，而第二波主打歌〈前面路口停〉，請來創作歌手好友小宇合作，這也是小宇退伍第一次推出的作品。

#### 2017年
歌手張三李四邀請鄧福如合唱歌曲《愛你我不魯》，收錄於張三李四第二張同名專輯中，其後並一同參與拍攝MV。

#### 2018年
3月，以「某欸欸府油」稱號為男友How How頻道中的影片作曲，歌曲為《How哥宇宙》，其後歌曲正式製作成MV，並由樂團七月半重新翻唱。12月，鄧福如參與歌手Any 安偉的歌曲《sweetheart》配唱。

#### 2020年
3月8日，於社交平台上公佈了將發行新單曲《在我們的星球眼淚不超過三秒》的消息，並同上載了該MV的teaser。
3月12日中午十二時，新單曲《在我們的星球眼淚不超過三秒》正式數位上架。
同日晚上八時，《在我們的星球眼淚不超過三秒》的MV於鄧福如的YouTube頻道進行首播。
十一月四日，於社交平台上公布了將發行新單曲《能不能想起我》該MV的teaser，十一月五日晚上八點於鄧福如 AFÜ YouTube頻道進行首播，新單曲《能不能想起我》凌晨12點正式數位上架。

#### 2021年
寶島眼鏡於二零二零年十二月二九日在社交平台發布《一首聽了會點頭的歌》該MV的teaser，並於二零二一年一月二日晚上六點於寶島眼鏡臉書官方帳號發布該MV。
一月十五日於社交平台上公布了將發行新單曲《漢堡包》該MV的teaser，新單曲《漢堡包》於一月十九日凌晨12點正式數位上架，一月二十日晚上八點於鄧福如 AFÜ YouTube頻道進行首播。

#### 2022年
5月16日，在COVID-19隔離期間，回應陳孜昊《鄧福如，叉子咧》而發表新歌 《不要問我= =》。9月25日在統一7-11獅《2022 獅吼音樂祭》賽前表演以及開球。

## 個人生活
鄧福如童年在台灣新竹市香山區的鄉下成長，因父母業務繁忙及經濟困難，與姊姊二人寄養於姑母家中，與父母聚少離多，但與母親關係親密。直自父母開始經營中古汽車買賣公司，生活才趨漸穩定，而後搬至員林市。鄧福如深受母親薰陶，喜歡上鄧麗君的歌曲，曾以《小城故事》報名歌唱比賽。她也應母親要求，跟隨李艷秋的節目《每日一字》學習咬字發音，也因此在小學三年級時拿下全國朗讀比賽冠軍。
鄧福如為報答母親，除在演唱會獻唱她母親最愛的台語歌《落雨聲》外，也在專輯《天空島》創作了《天使》一曲獻給母親。
2015年11月，鄧福如受訪時，表示透過Facebook認識了男友並已交往一年。2016年1月，戀情曝光，對象為拍過許多網路爆紅影片的YouTuber陳孜昊（HowHow）。2018年11月27日，她在臉書上表示已經答應了陳孜昊的求婚，後兩人於2019年2月14日登記結婚。2019年6月8日舉辦婚禮。
2021年1月28日，於社交平台與丈夫陳孜昊分別發文表示兒子出生。
2023年8月7日，於社交平台發文表示女兒出生。

## 音樂作品

### 正規專輯
- 原來如此！！（2011年5月27日）
- 天空島（2013年6月7日）
- 自成一派（2015年6月19日）

### 迷你專輯
- 你好，哈波尼斯（2012年3月7日）

### 單曲
- 在我們的星球眼淚不超過三秒（2020年3月12日）
- 能不能想起我（2020年11月5日）
- 漢堡包（2021年1月19日）

### 廣告曲
- 一首聽了會點頭的歌（2021年1月2日）

### 參與作品

#### 合作歌曲
| 年份   | 專輯名稱                | 歌曲       | 合作歌手 | 備註 |
| ------ | ----------------------- | ---------- | -------- | ---- |
| 2017年 | 張三李四 第二張同名專輯 | 愛你我不魯 | 張三李四 |      |
| 2018年 | 不適用                  | sweetheart | Any 安偉 |      |

#### 創作作品
- 專輯/單曲已發行

| 年份   | 歌曲                       | 填詞 | 作曲 | 專輯           | 歌手              | 備註                         |
| ------ | -------------------------- | ---- | ---- | -------------- | ----------------- | ---------------------------- |
| 2011年 | 未填詞                     |      |      | 原來如此！！   | 鄧福如            |                              |
| 2011年 | 一點點喜歡                 |      |      | 原來如此！！   | 鄧福如            |                              |
| 2011年 | 如果有如果                 |      |      | 原來如此！！   | 鄧福如            |                              |
| 2011年 | 起飛                       |      |      | 原來如此！！   | 鄧福如            |                              |
| 2011年 | 福爾摩斯                   |      |      | 原來如此！！   | 鄧福如            |                              |
| 2011年 | 星空戀曲                   |      |      | 原來如此！！   | 鄧福如            |                              |
| 2011年 | 許你向我看                 |      |      | 原來如此！！   | 鄧福如            |                              |
| 2011年 | Let Go                     |      |      | 原來如此！！   | 鄧福如            |                              |
| 2012年 | ALL HAPPY                  |      |      | 你好，哈波尼斯 | 鄧福如            |                              |
| 2012年 | Where is the love?         |      |      | 你好，哈波尼斯 | 鄧福如            |                              |
| 2012年 | Track 3                    |      |      | 你好，哈波尼斯 | 鄧福如            | Instrumental                 |
| 2012年 | thank you(DEMO Version)    |      |      | 你好，哈波尼斯 | 鄧福如            |                              |
| 2013年 | 天使                       |      |      | 天空島         | 鄧福如            |                              |
| 2013年 | Me & U                     |      |      | 天空島         | 鄧福如            |                              |
| 2013年 | Star                       |      |      | 天空島         | 鄧福如            |                              |
| 2013年 | Fantasy Paradise           |      |      | 天空島         | 鄧福如            |                              |
| 2013年 | 讓我愛上我                 |      |      | 天空島         | 鄧福如            |                              |
| 2015年 | Refresh                    |      |      | 自成一派       | 鄧福如            |                              |
| 2015年 | 自成一派                   |      |      | 自成一派       | 鄧福如            |                              |
| 2015年 | 前面路口停                 |      |      | 自成一派       | 鄧福如 feat. 小宇 |                              |
| 2015年 | 鄧大福是一隻貓             |      |      | 自成一派       | 鄧福如            |                              |
| 2015年 | 輸給時間                   |      |      | 自成一派       | 鄧福如            |                              |
| 2015年 | 黑羊                       |      |      | 自成一派       | 鄧福如            |                              |
| 2015年 | Survive                    |      |      | 自成一派       | 鄧福如            |                              |
| 2015年 | 數羊                       |      |      | 自成一派       | 鄧福如            |                              |
| 2015年 | 藍色是最溫暖的顏色         |      |      | 自成一派       | 鄧福如            |                              |
| 2015年 | 超級豬頭                   |      |      | 自成一派       | 鄧福如            |                              |
| 2015年 | 女兒心如水                 |      |      | 自成一派       | 鄧福如            |                              |
| 2017年 | 句點                       |      |      | 不適用         | 王艷薇            |                              |
| 2020年 | HOW 哥宇宙                 |      |      | 不適用         | 七月半，鄧福如    |                              |
| 2020年 | 在我們的星球眼淚不超過三秒 |      |      | 不適用         | 鄧福如            |                              |
| 2020年 | 天真快樂                   |      |      | 不適用         | 鄧福如            | 電視劇《誰說我結不了婚》插曲 |
| 2020年 | 能不能想起我               |      |      | 不適用         | 鄧福如            | 《杏林醫院》電影主題曲       |
| 2021年 | 一首聽了會點頭的歌         |      |      | 不適用         | 鄧福如            | 《寶島眼鏡》廣告曲           |
| 2021年 | 漢堡包                     |      |      | 不適用         | 鄧福如            |                              |

- 尚未正式發行

| 年份   | 歌曲 | 填詞 | 作曲 | 歌手   | 備註      |
| ------ | ---- | ---- | ---- | ------ | --------- |
| 2018年 | 餘甜 |      |      | 鄧福如 | Demo Ver. |

## 演唱會

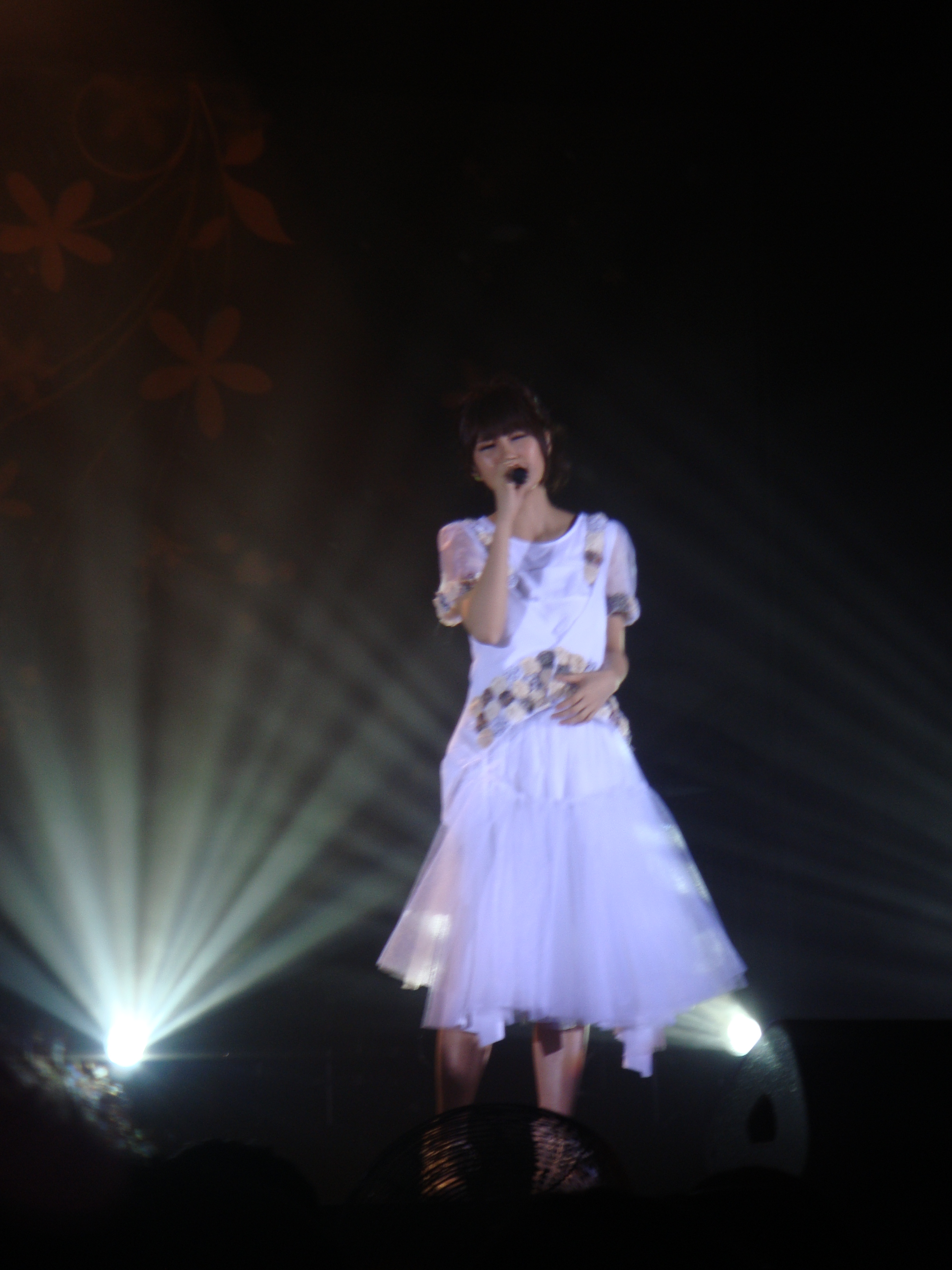
鄧福如首次在香港舉行售票演唱會

鄧福如出道首三年已舉辦過四次售票演唱會，其中三場在台北，另一場選在香港舉行。
2011年發表首張個人專輯《原來如此！！》半個月後，鄧福如6月25日首次在台北河岸留言舉行售票演唱會，獲700名歌迷購票支持，鄧福如邀請同門師兄范逸臣擔任嘉賓合唱英文歌曲《Lucky》。之後7月3日，鄧福如獲蕭敬騰邀請出席他在淡水漁人碼頭的新歌演唱會，除了合唱一曲《Just the way you are》外，鄧福如另獻唱了主打歌《未填詞》。
2012年的鄧福如未有發表新專輯，鄧福如依然在6月30日在台北市Legacy Taipei傳音樂展演空間舉行個人第二次演唱會，表現未受影響，門票早在4月24日中午發售後8小時內已被搶購一空。鄧福如更邀請伍佰作嘉賓，演唱會上合唱伍佰的經典歌曲《你是我的花朵》。
鄧福如之後更在7月13日在香港九龍灣國際展貿中心舉辦首場海外個人售票演唱會，吸引近1,500名觀眾購票支持，鄧福如更獻唱兩首粵語歌曲——《初戀》和《愛情陷阱》。
事隔近兩年，鄧福如選擇在2014年3月14日，即白色情人節當天，再在台北Legacy Taipei傳音樂展演空間舉行「Back to 阿福」演唱會，獻唱了21首歌曲，以翻唱歌曲為主，當中包括成名作《Nothing On You》、《青花瓷》、《Just the Way You Are》等等16首歌曲。

## 獎項

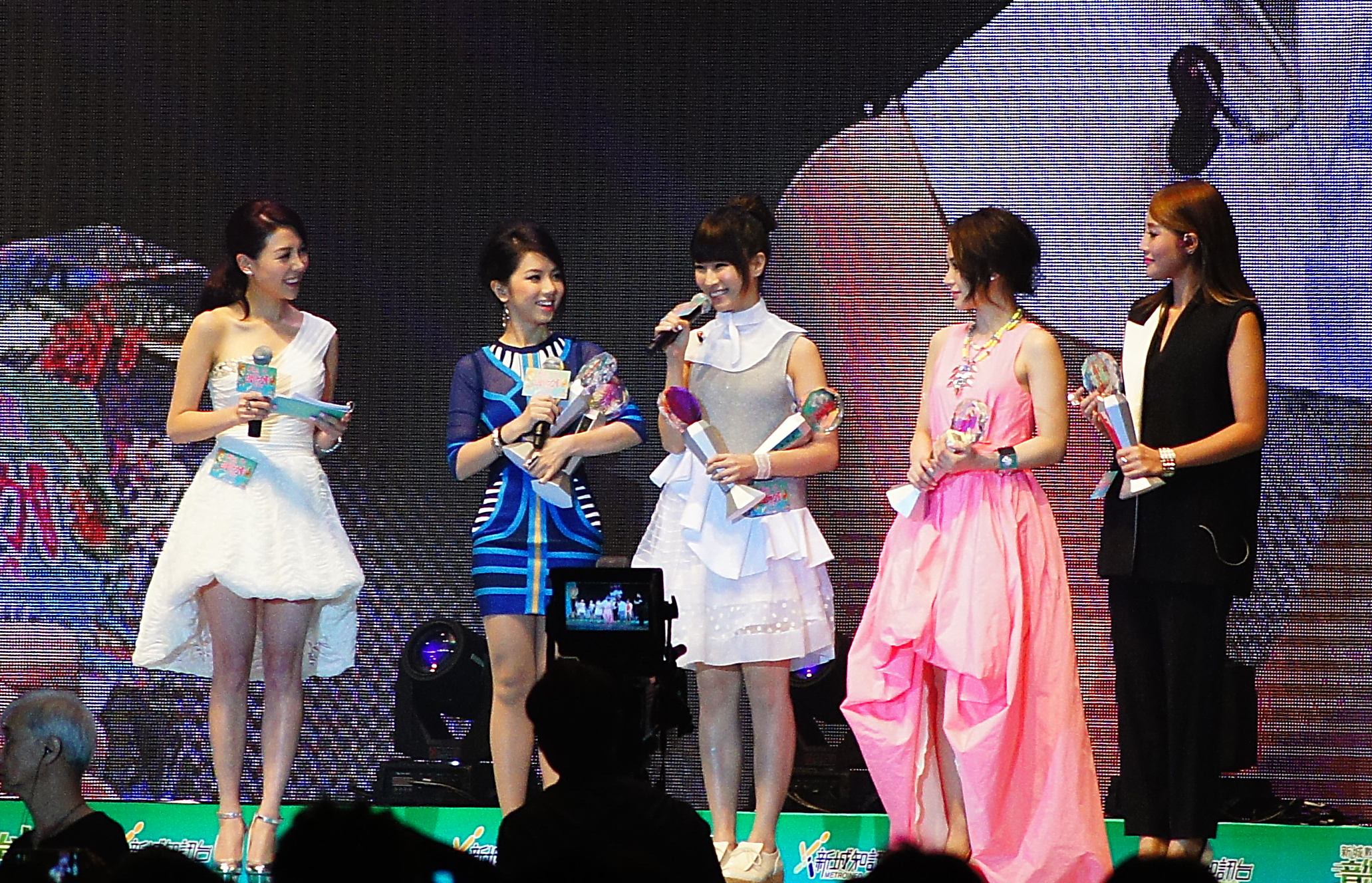
鄧福如（中）出席新城國語力頒獎禮2013，首次奪得除新人獎外的女歌手獎項

作為2011年度華語樂壇新人，鄧福如得到多個新人獎項肯定，包括在TVB8金曲榜頒獎典禮獲頒《最佳新人獎》銀獎、加拿大中文電台評選為《全國推崇國語新女歌手》、KKBOX第七屆數位音樂風雲榜上奪得《最佳新人獎》，及在「MusicRadio中國TOP排行榜」拿下《港台地區最具潛力新人》等獎項。鄧福如也入圍了第23屆金曲獎《最佳新人獎》，及YES933舉辦的第17届新加坡金曲奖《最佳新人獎》。
雖然鄧福如出道只有兩年，在新城國語力頒獎禮2013上，新城知訊台向鄧福如、鄧紫棋、鍾欣桐以及A-Lin頒發《新城國語力女歌手》獎項，是鄧福如首次採摘下的女歌手獎項，且憑新專輯《天空島》歌曲《Me & U》拿下《新城國語力歌曲》。
鄧福如「唱作歌手」的身份，在新城國語力頒獎禮2012上得到確定，獲頒《新城國語力創作歌手》。而鄧福如與何官錠合作編曲的作品《未填詞》，為她帶來出道以來首個獎項，獲TVB舉行的「2011勁歌金曲優秀選第二回」頒發《最受歡迎華語歌曲獎》。一些創作歌曲例如，《如果有如果》及《一點點喜歡》分別獲TVB8頒發《最佳作曲獎》及加拿大中文電台選為《全國推崇十大歌曲》。
鄧福如也憑她網路爆紅的人氣，獲得Yahoo!奇摩頒發《最受歡迎新人歌手獎》，以及得到痞客邦娛樂丸《最夯人氣丸》金獎，兩項網路相關獎項。

## 外部連結
- 鄧福如的Facebook專頁
- 鄧福如的Instagram帳戶
- 鄧福如的新浪微博
- YouTube上的鄧福如頻道